# Salz-Buntbiene
Die Salz-Buntbiene (Camptopoeum friesei) ist eine schwarz und gelb gefärbte solitäre Wildbiene aus der Familie der Andrenidae. In Deutschland kommt sie nur in Sachsen-Anhalt vor, in Österreich im Burgenland. Diese Biene wurde in der Literatur verschiedentlich, als C. frontale (Fabricius, 1804) bezeichnet, was aber, wie erst kürzlich (2021) publiziert wurde, nicht stimmt.

## Merkmale
Die Weibchen der Salz-Buntbiene haben eine Länge von etwa 7 bis 10 mm, die Männchen sind etwas kleiner (6 bis 8 mm). Der Hinterleib ist nur wenig behaart, glatt und mit gelben Tergitenden. Kopf und Thorax der Weibchen sind kahl und glänzend, bei den Männchen wenig behaart. Die Weibchen haben am Hinterbein eine Haarbürste, die zum Transport der gesammelten Pollen dient. Beine der Männchen sind meistens gelb gefärbt. Die Vorderflügel haben nur zwei Cubitalzellen.

## Verbreitung und Lebensraum
Die Salz-Buntbiene kommt in weiten Bereichen von Süd- und Osteuropa vor, von Spanien über Südeuropa bis zur Ukraine. Sie ist in Italien auf Sizilien zu finden und kommt auch in Griechenland auf Kreta und an der Südküste der Türkei vor.
In Deutschland ist diese Buntbiene nur in der Nähe von Halle an der Saale sowie bei Wansleben (Landkreis Mansfeld-Südharz) und in einer größeren Population von einigen tausend Individuen bei Latdorf im Salzlandkreis bekannt. Die Biene wurde dort bei ausgedehnten Kalkschlammdeponien beobachtet. Die an diesem Standort deponierten Kalkschlämme werden aus Abwässern der Sodaproduktion (Solvay-Verfahren) in Terrassen abgelagert. Nach dem Trocknen entsteht ein staubfeiner Sedimentboden. In den früheren Publikationen wurden die Buntbienen aus Sachsen-Anhalt fälschlich mit dem Namen C. frontale benannt.
In Österreich ist die Art im Burgenland im Gebiet der Salzlacken in der Umgebung des Neusiedler Sees nachgewiesen.

## Lebensweise
Die Buntbiene ist oligolektisch, das heißt, die Weibchen sammeln Pollen der Unterfamilie Carduoideae der Korbblütler. Sie werden oft an Blüten von Flockenblumen und Disteln beobachtet. Sie graben in kahlen oder nur schütter bewachsenen Böden ihre Nester, die sie einzeln mit Pollen versorgen. Die Nester haben einen Hauptgang, von dem Seitengänge abgehen, an deren Ende die Brutzellen liegen. Die Art hat nur eine Generation im Jahr, sie fliegen im Juli bis August. Ihre Männchen schlüpfen vor den Weibchen und patrouillieren über den vorjährigen Nestern auf der Suche nach frisch schlüpfenden, zur Kopulation bereiten Weibchen. Sie sind auch oft an den Eingängen der Niströhren zu sehen. Die Überwinterung erfolgt als Ruhelarve.

## Kuckucksbiene
Als Parasit ist in Österreich die Kuckucksbiene Parammobatodes schmidti bekannt.